# Cladosterigma
Cladosterigma is een monotypisch geslacht van korstmossen dat behoort tot de orde Exobasidiales van de ascomyceten. De typesoort is Cladosterigma fusisporum. Later is deze hernoemd naar Cladosterigma clavariella dat ook de enige soort is in dit geslacht.